# Arnac
Arnac är en kommun i departementet Cantal i regionen Auvergne-Rhône-Alpes i mitten av Frankrike. Kommunen ligger  i kantonen Laroquebrou som ligger i arrondissementet Aurillac. År 2022 hade Arnac 178 invånare.

## Befolkningsutveckling
Antalet invånare i kommunen Arnac
Referens:INSEE